# Дурдин, Иван Иванович
Иван Иванович Дурдин (1823—1899) — старший сын основателя купеческой династии Дурдиных — Ивана Алексеевича, купец 1-й гильдии, наследственный почётный гражданин, мануфактур-советник, благотворитель.

## Биография
Родился в селе Шестихине, когда его отец находился ещё в крепостном состоянии. В Петербург юноша попал в возрасте 15 лет. Получил хорошую школу в купеческом деле. На заводе ему поручили ведение главного документа фирмы — торговых книг. После смерти отца вместе с братом Андреем возглавили дело. Иван Иванович стал председателем Правления Товарищества, его брат Андрей Иванович — директором-распорядителем. Основными акционерами являлись члены семьи. В 1881 году старая система варки пива (огневая) была заменена на паровую. К конце XIX века на заводе действовало пять паровых машин общей мощностью 300 лошадиных сил, три паровых котла, установлено современное специальное оборудование.

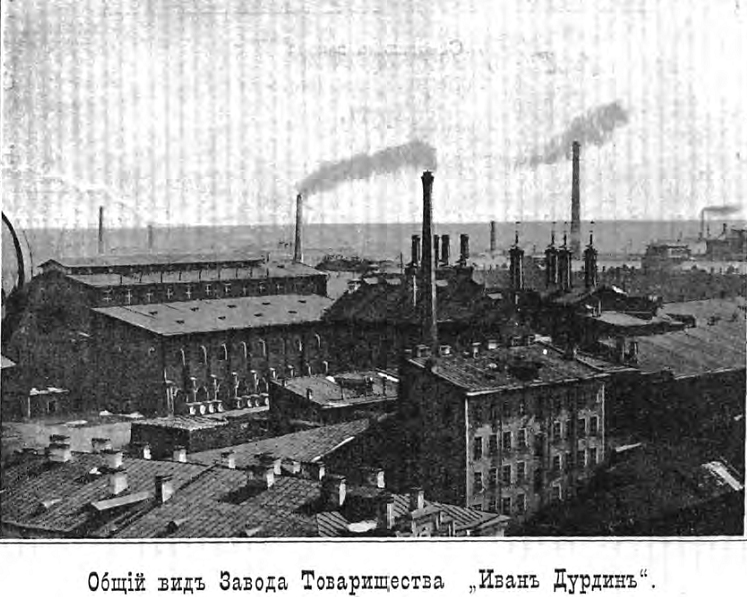
Общий вид завода Товарищества «Иванъ Дурдинъ»

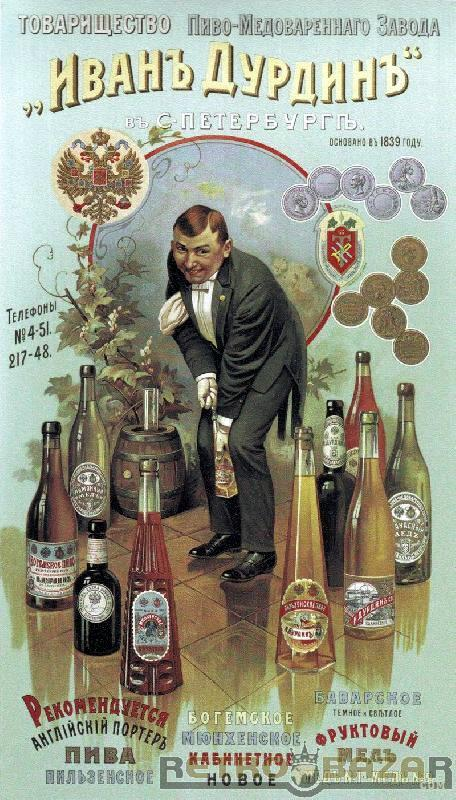
Реклама разнообразных сортов пива Товарищества «Иванъ Дурдинъ»

Пивоваренный завод Товарищества выпускал популярные марки пива «Пильзенское», «Кабинетное», «Столовое», «Богемское», «Шведское», «Чёрное», «Баварское светлое» и «Баварское темное», а также «Дурдинское светлое» и «Дурдинское темное». Особняком стоял «Английский портер» — тёмное пиво с высоким содержанием
алкоголя, в значительнейшей степени составивший славу Товариществу. Выпускались также квасы, лимонады, напитки на меду («Мёд № 1», «Мёд № 2» и «Мёд фруктовый»). Склады продукции имелись не только при заводе на Обводном канале, но в Царском селе, Петергофе, Кронштадте, Шлиссельбурге, в Новой Ладоге, в Кашине. Открылся завод Товарищества в Рыбинске. Ежегодно Товарищество выпускало около миллиона ведер пива и иных напитков. В цехах трудились 380 человек, «автопарк» составлял более сотни лошадей. Они впрягались в специальные повозки с фирменной символикой и развозили пиво по столице – в Санкт-Петербурге действовала дюжина фирменных магазинов. Большое внимание уделялось рекламе и фирменной упаковке. Дурдинские напитки разливались в специальные бутылочки в форме изящной многогранной пирамидки коричневого или красно-янтарного цвета. Особенно престижные и дорогие сорта пива разливались в «полубутылки». Респектабельные рестораны и гостиницы получали пиво Дурдина в затейливых графинах. Завод Дурдиных вошёл в пятерку ведущих пивоваренных предприятий Санкт-Петербурга.
За достигнутые успехи Иван Иванович Дурдин был награжден почётным званием мануфактур-советника.
Иван Иванович жил с семьёй по соседству с заводом, На Обводном и на Старо-Петергофском проспекте Дурдиным принадлежало несколько доходных домов, которые оставались в нераздельной собственности членов большого семейства вплоть до 1917 года.
Дурдин не оставался в стороне от благотворительной деятельности. В 1873 году основал Общество вспоможения бедным при своей приходской церкви. Оно
существовало на частные пожертвования и членские взносы и содержало на свои средства богадельню в собственном доме Общества. В доме находилось также 12 бесплатных комнат «для бедных интеллигентных женщин» и детский приют имени И. И. Дурдина на 20 мальчиков и 24 девочек в возрасте от пяти лет.
Иван Иванович был женат дважды. В 1844 году обвенчался с Александрой Петровной Чистяковой (1830—1834), в браке с которой родилось четверо детей (Михаил, Татьяна, Иван и Алексей). В 1866 году венчался с Татьяной Алексеевной Потираловской (1844—1911), с которой они прожили вместе 33 года, у них родилось трое
детей (Николай, Екатерина и Фёдор).
Продолжателем семейного дела Дурдиных стал четвертый из детей от первого брака, Иван Иванович Дурдин (Иван Иванович младший), которому отец завещал
основную часть состояния — 50 паёв Товарищества. Остальное имущество переходило к его второй супруге Татьяне Алексеевне.